# Aglaja (córka Tespiosa)
Aglaja (gr.  Ἀγλαΐα; trb. Aglaḯa) – w mitologii greckiej jedna z Tespiad -  pięćdziesięciu córek herosa i króla beockiego miasta Tespies, Tespiosa i jego żony, Megamede, córki Arneusa. Urodziła Heraklesowi, syna Antjadesa. Osiemnastoletni Herakles przybył do pałacu Tespisa, aby zabić lwa z Kitajronu, który siał spustoszenie w jego stadach owiec. Król obawiając się, że córki znajdą sobie nieodpowiednich mężów, postanowił, że każda będzie miała dziecko z Heraklesem.
W mitologii greckiej występuje kilka postaci o imieniu Aglaja.